# Sci di fondo ai X Giochi olimpici invernali - Staffetta femminile
La competizione della staffetta femminile 3x5 km di sci di fondo ai X Giochi olimpici invernali si è svolta il 16 febbraio; il percorso si snodava ad Autrans e presero parte alla competizione 8 squadre nazionali.

## Classifica Finale
| Pos.    | Nazione          | Atleti                | Tempi Individuali | Tempo Totale |
| ------- | ---------------- | --------------------- | ----------------- | ------------ |
| Oro     | Norvegia         | Inger Aufles          | 19'08"0           | 57'30"0      |
| Oro     | Norvegia         | Babben Enger-Damon    | 19'19"5           | 57'30"0      |
| Oro     | Norvegia         | Berit Mørdre Lammedal | 19'02"5           | 57'30"0      |
| Argento | Svezia           | Britt Strandberg      | 19'46"7           | 57'51"0      |
| Argento | Svezia           | Toini Gustafsson      | 18'56"7           | 57'51"0      |
| Argento | Svezia           | Barbro Martinsson     | 19'07"6           | 57'51"0      |
| Bronzo  | Unione Sovietica | Alevtina Kolčina      | 19'32"8           | 58'13"6      |
| Bronzo  | Unione Sovietica | Rita Ačkina           | 19'31"2           | 58'13"6      |
| Bronzo  | Unione Sovietica | Galina Kulakova       | 19'09"6           | 58'13"6      |
| 4       | Finlandia        | Senja Pusula          | 19'32"4           | 58'45"1      |
| 4       | Finlandia        | Marjatta Muttilainen  | 19'51"6           | 58'45"1      |
| 4       | Finlandia        | Marjatta Kajosmaa     | 19'21"1           | 58'45"1      |
| 5       | Polonia          | Weronika Budny        | 19'33"8           | 59'04"7      |
| 5       | Polonia          | Józefa Czerniawska    | 19'59"1           | 59'04"7      |
| 5       | Polonia          | Stefania Biegun       | 19'31"8           | 59'04"7      |
| 6       | Germania Est     | Renate Fischer        | 20'01"6           | 59'33"9      |
| 6       | Germania Est     | Gudrun Schmidt        | 19'27"3           | 59'33"9      |
| 6       | Germania Est     | Christine Nestler     | 20'05"0           | 59'33"9      |
| 7       | Germania Ovest   | Michaela Endler       | 20'11"4           | 1:01'49"3    |
| 7       | Germania Ovest   | Barbara Barthel       | 21'14"2           | 1:01'49"3    |
| 7       | Germania Ovest   | Monika Mrklas         | 20'23"7           | 1:01'49"3    |
| 8       | Bulgaria         | Velichka Pandeva      | 21'50"4           | 1:05'35"7    |
| 8       | Bulgaria         | Nadezhda Vasileva     | 21'07"5           | 1:05'35"7    |
| 8       | Bulgaria         | Tsvetana Sotirova     | 22'37"8           | 1:05'35"7    |

### Prima frazione
| Pos. | Nazione          | Atleta           | Tempo   |
| ---- | ---------------- | ---------------- | ------- |
| 1    | Inger Aufles     | Norvegia         | 19'08"0 |
| 2    | Senja Pusula     | Finlandia        | 19'32"4 |
| 3    | Alevtina Kolčina | Unione Sovietica | 19'32"8 |
| 4    | Weronika Budny   | Polonia          | 19'33"8 |
| 5    | Britt Strandberg | Svezia           | 19'46"7 |
| 6    | Renate Fischer   | Germania Est     | 20'01"6 |
| 7    | Michaela Endler  | Germania Ovest   | 20'11"4 |
| 8    | Velichka Pandeva | Bulgaria         | 21'50"4 |

### Seconda frazione
| Pos. | Nazione              | Atleta           | Individuale | Totale  |
| ---- | -------------------- | ---------------- | ----------- | ------- |
| 1    | Babben Enger-Damon   | Norvegia         | 19'19"5     | 38'27"5 |
| 2    | Toini Gustafsson     | Svezia           | 18'56"7     | 38'43"4 |
| 3    | Rita Ačkina          | Unione Sovietica | 19'31"2     | 39'04"0 |
| 4    | Marjatta Muttilainen | Finlandia        | 19'51"6     | 39'24"0 |
| 5    | Gudrun Schmidt       | Germania Est     | 19'27"3     | 39'28"9 |
| 6    | Józefa Czerniawska   | Polonia          | 19'59"1     | 39'32"9 |
| 7    | Barbara Barthel      | Germania Ovest   | 21'14"2     | 41'25"6 |
| 8    | Nadezhda Vasileva    | Bulgaria         | 21'07"5     | 42'57"9 |

### Terza frazione
| Pos. | Nazione               | Atleta           | Individuale | Totale    |
| ---- | --------------------- | ---------------- | ----------- | --------- |
| 1    | Berit Mørdre Lammedal | Norvegia         | 19'02"5     | 57'30"0   |
| 2    | Barbro Martinsson     | Svezia           | 19'07"6     | 57'51"0   |
| 3    | Galina Kulakova       | Unione Sovietica | 19'09"6     | 58'13"6   |
| 4    | Marjatta Kajosmaa     | Finlandia        | 19'21"1     | 58'45"1   |
| 5    | Stefania Biegun       | Polonia          | 19'31"8     | 59'04"7   |
| 6    | Christine Nestler     | Germania Est     | 20'05"0     | 59'33"9   |
| 7    | Monika Mrklas         | Germania Ovest   | 20'23"7     | 1:01'49"3 |
| 8    | Tsvetana Sotirova     | Bulgaria         | 22'37"8     | 1:05'35"7 |